# Новый (Санчурский район)
Новый — опустевший починок в Санчурском муниципальном округе Кировской области.

## География
Расположен на расстоянии примерно 14 км по прямой на северо-восток от райцентра посёлка Санчурск.

## История
Известен был с 1873 года как деревня Новая (Свиной), где было дворов 26 и жителей 197, в 1905 здесь (починок Новый или Свиной) дворов 66 и жителей 300, в 1926 — 66 и 300, в 1950 — 54 и 163, в 1989 оставалось 5 жителей. С 2006 по 2019 год входил в состав Матвинурского сельского поселения. По состоянию на 2020 год опустел.

## Население
Постоянное население составляло 7 человек (русские 100 %) в 2002 году, 1 в 2010.